# ERR-Baureihe 4211
Die Lokomotiven der ERR-Baureihe 4211 waren Diesellokomotiven mit der Achsfolge C für den Rangierdienst, die von den Egyptian Republic Railways (ERR) (heute Egyptian National Railways (ENR)) in den 1950ern beschafft wurden. Der deutsche Hersteller Arnold Jung Lokomotivfabrik in Jungenthal in Rheinland-Pfalz baute die erste Lieferung von 15 Stück 1953 und 1955 sowie 1956 eine zweite, 27 Exemplare umfassende Lieferung unter den Fabriknummern 12161 bis 12187.
Während der Israelischen Invasion der Sinai-Halbinsel 1956 wurde die Nummer 4239 auf der Sinai-Halbinsel mit der früheren Palestine-Railways-Strecke zwischen El Kantara East und Gaza erbeutet. Sie wurde von den Israel Railways (IR) unter der Nummer 251 übernommen. In Israel erhielt sie den Spitznamen „Abdel Nasser“. Sie wurde wenig eingesetzt und 1970 verschrottet.